# Православие.Ru
Православие.ru (спочатку «Православие 2000») — російський православний інформаційний інтернет-портал. Створено та підтримується з 1 січня 2000 року редакцією інтернет-проєктів московського Стрітенського монастиря по благословенні патріарха Алексія II.
Розділи: новини православ'я, аналітика, інтернет-журнал. Сайт має англійську та сербську версії.

## Проєкти
Узимку 2001 року на сайті відкритий проєкт «Помісні церкви». Заявлена мета проєкту — збір бази даних про Помісні православні церкви.
23 січня 2006 року — об'єднання сайту зі сайтом «Православний календар».
Сайт брав участь у першому конкурсі православних сайтів рунету «Мрежа-2006».
23 березня 2006 року — відкрито сайт «Да единомыслием исповемы», де розміщені документи щодо взаємин Московського Патріархату та Російської зарубіжної церкви. Цей сайт був неофіційним інформаційним ресурсом комісії Московського Патріархату з діалогу з Російською Зарубіжною Церквою та комісії Російської Закордонної Церкви по переговорах з Московським Патріархатом, які розробляли проєкт Акта про канонічне спілкування та процедуру возз'єднання.
29 травня 2008 року, у пам'ять про 555-ту річницю падіння Константинополя, редакція інтернет-проєктів Стрітенського монастиря відкрила тематичний сайт «Византийский урок». Безпосередньою причиною розробки сайту стало широке обговорення в ЗМІ фільму батька Тихона «Загибель імперії. Візантійський урок».
22 жовтня 2008 року, у зв'язку з початком «Днів Росії в країнах Латинської Америки», в організації та проведенні яких активну участь брав Стрітенський монастир, відкрився офіційний сайт хору московського Стрітенського монастиря. Сайт створено чотирма мовами: російською, англійською, іспанською та португальською.
28 червня 2011 року розпочала роботу сербська версія порталу. Відкриття нового проєкту було приурочено до дня Косовської битви — сербського загальнонаціонального свята Видовдан.

## Визнання
2006 року сайт посів п'яте місце у голосуванні на Премії рунету, надалі відмовившись від участі в цьому конкурсі.

## Редколегія
- Архімандрит Тихон (Шевкунов) — головний редактор
- Ієромонах Ігнатій (Шестаков) — секретар
- Олександр Георгійович Парменов — редактор
- Дмитро Владиславович Ципін — керівник
- Антон Поспєлов — вебмайстер

## Статистика сайту
Відвідуваність сайту — 3,2 млн відвідувачів щомісяця.